# Revue de l'économie sociale
La Revue de l'économie sociale est une revue française traitant d'économie sociale publiée de 1984 à 1988.

## Historique
L'arrivée de la gauche au pouvoir lors de l'élection présidentielle française de 1981 amène pour la première fois en France une prise en compte de l'économie sociale avec la création d'un secrétariat d'État à l'économie sociale. Le premier secrétaire d'État à l'économie sociale est Jean Gatel sous l'autorité de Georgina Dufoix dans le gouvernement de Laurent Fabius en 1984. S'appuyant sur ses propres expériences en matière d'économie sociale (mutualisme, coopératives...), la Fédération des mutuelles de France soutient l'entreprise éditoriale d'Yves Saint-Jour, professeur de droit social, et Dominique Durand, historien du mutualisme, de créer une revue permettant d'approfondir et théoriser les expériences passées et récentes dans le champ de l'économie sociale ou « tiers secteur ». Cette revue va recueillir au fil des numéros une somme importante de réflexions avec la contribution d'une part importante de ceux qui dans les années 1980 œuvrèrent à la recherche d'une voie économique différente dont l'Homme serait l'objet essentiel. La revue au travers sa grande ouverture a été un lieu de débats importants pour l'économie sociale dans les années 1980-90. Le siège de la revue était au 22 bis de la rue de Terre-Neuve dans le 20e arrondissement de Paris puis à partir de 1987, 62 bis, avenue Parmentier à Paris (XIe).
La revue est un lieu d'échanges et de réflexion sur l'économie sociale qui faisait pour la première fois en France l'objet d'un ministère. Ses contributeurs, tant universitaires que chercheurs ou responsables de structures d'économie sociales, venaient de tout bord. La revue ouverte aussi sur les expériences internationales, a permis de capitaliser  des expériences qui pour certaines encore marquent aujourd'hui encore le paysage de l'économie sociale et solidaire et en fait un outil de recherche encore actuel.

## Numéros

### Numéro I - juillet-septembre 1984
Essai d'identification

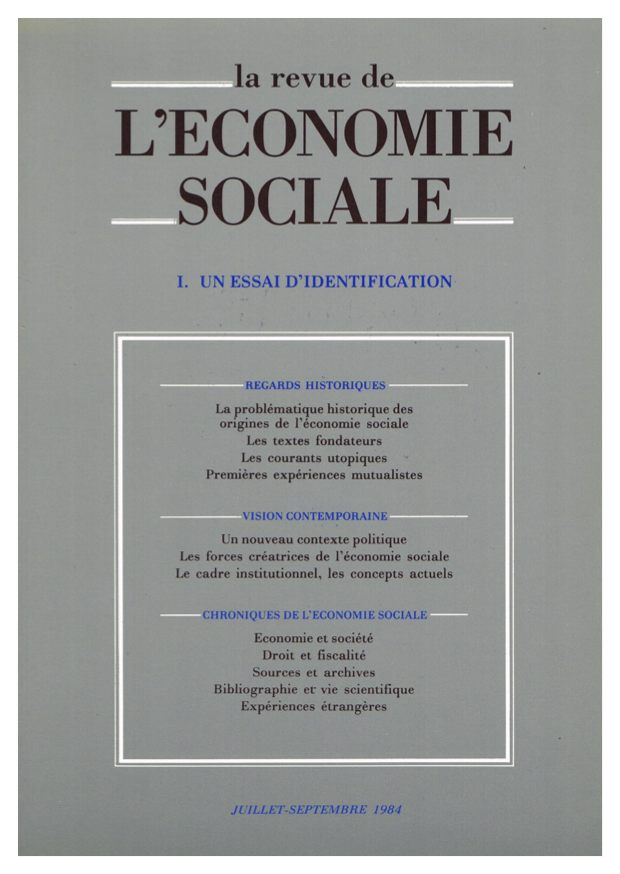
Revue de l'économie sociale no 1, 1984

- Naissance de l'économie sociale, Madeleine Rebérioux
- Aux origines de la mutualité en France, George J; Sheridan jr
- Les idées économiques et sociales des Communards, Pierre Durand
- L'économie sociale, propositions pour une définition ES = E + H, Albert Pasquier
- La verrerie ouvrière d'Albi, Jean Jaurès, Charles Gide et les autres, Roger Verdier
- L'économie sociale un pôle important et innovant du développement économique, Jean Le Garrec
- L'économie sociale, perspectives nouvelles, Catherine Mills
- Des outils pour l'économie sociale, Michel Pezet
- Le financement de l'économie sociale, les réalités d'aujourd'hui, Xavier Dupuis
- Une formation à ou pour l'économie sociale, Maurice Parodi
- Sources documentaires dans le champ de l'économie sociale, Claude Vienney
- Le mouvement coopératif français en 1984, Antoine Antoni
- Pour les SCOP : le pas décisif, Yves Régis
- Connaître l'économie sociale : le double dessein de l'ADDES, André-Louis Chadeau
- L'UNIOPSS, François Bloch-Lainé
- Pour la promotion de la vie associative : le FONDA, Frédéric Pascal
- L'économie sociale à la recherche d'une définition, Élie Alfandari
- Il y a économie sociale et économie sociale..., Guy Caire
- Multi-té-lématique, François Ville
- Coopérations et synergie, Henri Rollin
- A propos de la loi du 20 juillet 1983, Bernard Grelon
- Aux sources de l'économie sociale, 1911 en Seine et Oise, Michel Chabin
- Bibliographie, Michel Dreyfus
- Aux origines anglo-américaines de la psychologie industrielle, Steven R. Ekovich

### Numéro II - octobre-décembre 1984
La dynamique mutualiste
- Du compagnonnage à la mutualité, Maurice Bouvier-Ajam
- Du compagnonnage aux sociétés de secours mutuel, William H. Sewell
- La Mutualité et la Charte du travail 1940-1944, Bernard Gibaud
- Les sociétés ouvrières juives mutualistes en France, Simon Cukier
- Une société mutualiste parmi d'autres : la MNPL, André Devriendt
- Frédéric Le Play et les courants de l'économie sociale au XIXe siècle, Henri Desroche
- Interview de Jean Gatel, secrétaire d'État chargé de l'économie sociale
- Les mutuelles de santé, Joëlle Singery-Bensaïd
- Solidarité, responsabilité, unité, Louis Calisti
- Union mutualiste tarnaise La santé au pays , Alain Rey
- La Mutualité dans la fonction publique, Lucien Peretti
- Mutualistes dans l'entreprise, François Warin
- La Mutualité sociale agricole, André Laur
- Tradition et innovation : la mutuelle Saint Martin, Jean-Marie Guérin
- Une culture autogestionnaire, Daniel Le Scornet
- Solidarité, morale et mutualité, Isidore Noguès
- L'origine du pouvoir au sein de la FNMF, Francis Martinez
- Contribution mutualiste à la régulation du sanitaire et du social, Jean Sammut
- Une nouvelle pratique médicale, Jean-François Rey
- Syndicalisme, sécurité sociale, mutualité, Guy Caire
- L'économie sociale composante de la société, Henri Rollin
- Une meilleure reconnaissance juridique du fait mutualiste depuis 1981, Aude Benoît
- Les sources de l'histoire de l'économie sociale en France, Michel Dreyfus
- Santé, société, solidarité : la réflexion au sein de l'Église, Gilbert Curmer
- Entretien avec Dimitri Weiss
- Au Québec : une manifestation internationale pour le développement des coopératives de travailleurs, Marie-Claire Malo
- Aux origines anglo-américaines de la psychologie industrielle (partie II), Steven R. Ekovitch
- La coopérative d'épargne et de crédit - une réponse aux difficultés du tiers monde, Michel Surin
- Regard sur le mutualisme belge, Jules Louis
- Les solidarités africaines en France, Théodore Mbemba

### Numéro III - janvier-mars 1985
Les SCOOP à l'épreuve

### Numéro IV - avril-juin 1985
L'univers associatif
- Le socialisme associationniste pratiqué et la Révolution de 1848, Guy Delarbre, Jean-Marie Gautier
- Évolution du régime juridique des associations, Yvon Le Gall
- Une nouvelle action culturelle ? L'exemple de Peuple et culture, Jean-Pierre Rioux
- Associations ouvrières dites de 1848 : échec ou réussite ?, Rémi Gossez
- Jean Jaurès et la coopération, Christophe Prochasson
- La nébuleuse associative, François-Xavier Tassel
- Démographie des associations, Edith Archambault
- Le mouvement associatif et sa réalité économique, Geneviève Rey
- Réflexions sur le développement associatif, Henri Théry
- Gérer une association, Raymond Camus
- Point sur les recherches concernant le fait associatif, Bernard Roudet
- Quels changements dans l'éducation populaire ?, Georges Stephanides
- Réflexions sur le fait associatif dans la population retraitée, Marie Geoffroy / Augustin Munoz
- Le droit d'association reconnu aux migrants, Michèle Bonnechère
- Les associations de tourisme social, Cornélia Köhler
- Association et formation, René Suply
- Et la franc-maçonnerie ?, André Combes
- Le Secours catholique - Au cœur du débat et près des hommes, Daniel Druesne
- Lecture du taylorisme, Guy Caire
- Un nouvel outil pour entreprendre : les unions d'économie sociale (UES), Julien Néri
- L'association au début d'un nouvel essor ? Henri Rollin
- Les associations de la loi 1901 et l'impôt sur les sociétés, Jean-Yves Nizet
- Le CEDIAS - Musée social, Colette Chambelland, Michel Dreyfus

### Numéro V - juillet-septembre 1985
L'épargne populaire
- Les Fondateurs de la banque coopérative, André Gueslin
- Les banques populaires, des origines à la loi de 1917, Sylvie Boudoulec
- Drainage de l'épargne et assurances au début du XIXe siècle, Noël Laveau
- Structures et comportements des milieux populaires rouennais au XIXe siècle - Étude méthodologique, Yannick Marec
- Le socialisme et l'épargne : les réactions de Jules Guesde, Yannick Marec
- Épargnes et épargnants : perspectives pour l'économie sociale, Xavier Dupuis
- Économie sociale et fonds propres : l'expérience de l'IDES, Bruno d'Hauthuille
- Quelques réflexions à propos de l'épargne, ses collecteurs et son utilisation, Jean-Claude Delayre
- Les 2e assises nationales du Crédit mutuel, Étienne Pflimlin
- Un groupe de banques coopératives : le groupe des Banques populaires, Monique Josselin
- Crédit agricole - De la banque des agriculteurs à la banque des pays de France, Yves Barsalou
- La banque et l'épargne populaire, Denise Thoreau
- Les tontines Fémin'autres et la création d'entreprises, Céline Ostyn
- 1945 -1985 - Protection sociale : quel avenir ? Louis Calisti
- Philanthropie et bénévolat, l'exemple américain, Dan Ferrand-Bechmann
- Réforme du code de la mutualité, Aude Benoît
- Le régime fiscal de l'épargne populaire, Jean-Jacques Philippe
- Le Maitron, dictionnaire biographique du mouvement ouvrier français, Michel Dreyfus
- L'historien du mouvement ouvrier et la coopération, Joël Michel
- Les tontines africaines - une expérience originale d'épargne et de crédit, Michel Lelart / Jean-Louis Lespes
- Journaux communautaires québécois, Jean-Jacques Thomas

### Numéro VI - Janvier 1986
La décentralisation
- C.-L. Foulon, Les régions et le changement à la Libération
- G. Cusin, Espoirs, utopies et réalités économiques : 1944-1946
- P. Gerbod, Le baron Taylor et le mouvement mutualiste au XIXe siècle
- P. Lavigne, Aux origines du syndicalisme français
- Le IIIe congrès des conseillers municipaux socialistes
- J. Gatel, Développement local, économie sociale : le sens de l'avenir
- C. Silianoff, L'insertion de l'économie sociale dans la planification
- E.S. et contrats de plan
- S. Pflieger, Peut-on planifier le local ?
- S. Watcher , Économie sociale et développement régional
- Un entretien avec Jean-Émile Vié
- M. Parodi, Associations et développement local
- R. Dosière, La vie associative face à la décentralisation
- A. Labourdette, Les collectivités locales et les SCOP
- M. Laplace, Mutuelles de fonctionnaires et décentralisation
- D. Veyri, Création d'entreprises d'E.S., pourquoi pas la mutualité ?
- Les COOP en crise
- J. Garagnani, Le CNCE
- J.-C. Delayre, Économie sociale et unions d'économie sociale
- H. Rollin, Sur le code de la mutualité
- M. Dreyfus, L'international association of labour history institutions
- A. Pasquier, L'actualisation des fiscalités coopératives
- J. Tymen , Les journées de l'association d'économie sociale
- J.P. Pellegrin et G. Lecamp, Des réponses locales aux problèmes de l'emploi : la dimension européenne

### Numéro VII - mars 1986
La coopération agricole
- J.P. Peyon, Les coopératives agricoles : une histoire séculaire
- G. Gavignaud, Les caves coopératives en Roussillon au début du XXe siècle
- Y. Rinaudo, La coopération viticole, filière du pouvoir local
- B. Kalaora et A. Savoye, Les forestiers de l'école de Le Play
- H. Nouyrit, La coopération agricole en France et ses institutions
- C. Vienney, Les acteurs, les activités et les règles des coopératives d'agriculteurs
- J.P. Peyon, La coopération agricole française dans les années quatre-vingt
- P. Nicolas, Coopération agricole et agriculture familiale
- A. Gueslin, La coopération agricole et son banquier
- I. Broussard, La coopération agricole et la politique
- P. Le Saux, La CUMA de Vigen-Solignac
- S. Donati, Une mutuelle de vétérinaires
- J.Y. Marrec, L'aquaculture coopérative
- P. Frapa, Aménagement agricole et association
- D. Le Scornet, Modernisation de la France et économie sociale
- G. Rey, Bilan du CNVA
- J.M. Clément, L'économie sociale et les hôpitaux
- M. Dreyfus, Les CMDOT de Nantes et de la Roche-sur-Yon
- Un entretien avec M. Baron
- A. Pasquier, La communication, un enjeu pour l'économie sociale
- C. Bruneau, Colloque de recherche sur la vie associative
- P. Panwalkar et J.C. Lavigne, Le mouvement associatif indien
- D. Durand, Les crédits agricoles s'entraident au Togo

### Numéro VIII - Avril-juin 1986
Guide juridique de l'économie sociale

### Numéro IX -juillet-septembre 1986
La vitalité du social

### Numéro X - janvier 1987
L'action sociale

### Numéro XI -mars 1987
La modernité de l'économie sociale

### Numéro XIII - Janvier 1988
L'habitat social